# СССР на зимних Олимпийских играх 1980
Советский Союз принимал участие в Зимних Олимпийских играх 1980 года в Лейк-Плэсиде (США) в седьмой раз за свою историю, и завоевал 10 золотых, 6 серебряных и 6 бронзовых медалей. Сборную страны представляли 23 женщины. СССР занял первое командное место на олимпиаде. Медали были завоёваны в 6 видах спорта: лыжных гонках(4), биатлоне, фигурном катании(по 2), коньках и санях(по 1). Золото Веры Зозули в санях стало первым в отечественной истории в этом виде спорта (и по состоянию на февраль 2014 единственным золотом, завоёванным в санном спорте). Героем игр стал лыжник Николай Зимятов, завоевавший 3 золотые медали(30,50 км, эстафета). Лыжница Раиса Сметанина стала 3-х кратной олимпийской чемпионкой. Биатлонист Александр Тихонов получил 4 золото в карьере, вновь выиграв в составе эстафеты. Анатолий Алябьев выиграл 2 золотые медали(индивидуальная гонка и эстафета). Также двукратными олимпийскими чемпионами стали лыжник Николай Бажуков и фигурист Александр Зайцев. А Ирина Роднина повторила достижение великой норвежки Сони Хени, также став 3-х кратной чемпионкой олимпийских игр.Хоккеисты выиграли серебряную медаль.
| Советский Союз на зимней олимпиаде в Лейк-Плесиде 1980 | Советский Союз на зимней олимпиаде в Лейк-Плесиде 1980               | Советский Союз на зимней олимпиаде в Лейк-Плесиде 1980 | Советский Союз на зимней олимпиаде в Лейк-Плесиде 1980 | Советский Союз на зимней олимпиаде в Лейк-Плесиде 1980 |
| Медали                                                 | Спортсмены                                                           | Вид спорта                                             | Дисциплина                                             | Результат                                              |
| ------------------------------------------------------ | -------------------------------------------------------------------- | ------------------------------------------------------ | ------------------------------------------------------ | ------------------------------------------------------ |
| 1                                                      | Анатолий Алябьев                                                     | Биатлон                                                | 20 км                                                  | 1.08.16,31                                             |
| 1                                                      | Наталья Петрусёва                                                    | Конькобежный спорт                                     | 1 000 метров                                           | 1.24,10                                                |
| 1                                                      | Раиса Сметанина                                                      | Лыжные гонки                                           | 5 км                                                   | 15.06,92                                               |
| 1                                                      | Вера Зозуля                                                          | Санный спорт                                           |                                                        | 2.36,537                                               |
| 1                                                      | Николай Зимятов                                                      | Лыжные гонки                                           | 30 км                                                  | 1.27.02,80                                             |
| 1                                                      | Николай Зимятов                                                      | Лыжные гонки                                           | 50 км                                                  | 2.27.24,60                                             |
| 1                                                      | Ирина Роднина Александр Зайцев                                       | Фигурное катание                                       | спортивные пары                                        |                                                        |
| 1                                                      | Наталья Линичук Геннадий Карпоносов                                  | Фигурное катание                                       | танцевальные пары                                      |                                                        |
| 1                                                      | Василий Рочев Николай Бажуков Евгений Беляев Николай Зимятов         | Лыжные гонки                                           | 4×10 км эстафета                                       | 1.57.03,46                                             |
| 1                                                      | Владимир Аликин Александр Тихонов Владимир Барнашов Анатолий Алябьев | Биатлон                                                | 4 x 7,5 км эстафета                                    | 1.34.03,27                                             |
| 2                                                      | Владимир Аликин                                                      | Биатлон                                                | 10 км                                                  | 32.53,10                                               |
| 2                                                      | Евгений Куликов                                                      | Конькобежный спорт                                     | 500 метров                                             | 38,37                                                  |
| 2                                                      | Василий Рочев                                                        | Лыжные гонки                                           | 30 км                                                  | 1.27.34,22                                             |
| 2                                                      | Марина Черкасова Сергей Шахрай                                       | Фигурное катание                                       | пары                                                   |                                                        |
| 2                                                      | Нина Балдычёва Нина Рочева Галина Кулакова Раиса Сметанина           | Лыжные гонки                                           | 4 x 5 км эстафета                                      | 1.03.18,30                                             |
| 2                                                      | Сборная СССР по хоккею с шайбой                                      | Хоккей                                                 | Хоккей                                                 |                                                        |
| 3                                                      | Анатолий Алябьев                                                     | Биатлон                                                | 10 км                                                  | 33.09,16                                               |
| 3                                                      | Ингрида Амантова                                                     | Санный спорт                                           |                                                        | 2.37,817                                               |
| 3                                                      | Владимир Лобанов                                                     | Конькобежный спорт                                     | 1 000 метров                                           | 1.16,91                                                |
| 3                                                      | Наталья Петрусёва                                                    | Конькобежный спорт                                     | 500 метров                                             | 42,42                                                  |
| 3                                                      | Александр Завьялов                                                   | Лыжные гонки                                           | 50 км                                                  | 2.30.51,52                                             |
| 3                                                      | Ирина Моисеева Андрей Миненков                                       | Фигурное катание                                       | пары                                                   |                                                        |

### Медали по видам спорта
| Спорт              | Золото | Серебро | Бронза | Всего |  |
| ------------------ | ------ | ------- | ------ | ----- |  |
| Лыжные гонки       | 4      | 2       | 1      | 7     |  |
| Биатлон            | 2      | 1       | 1      | 4     |  |
| Фигурное катание   | 2      | 1       | 1      | 4     |  |
| Конькобежный спорт | 1      | 1       | 2      | 4     |  |
| Санный спорт       | 1      | 0       | 1      | 2     |  |
| Хоккей с шайбой    | 0      | 1       | 0      | 1     |  |